# Гриффит, Бартли

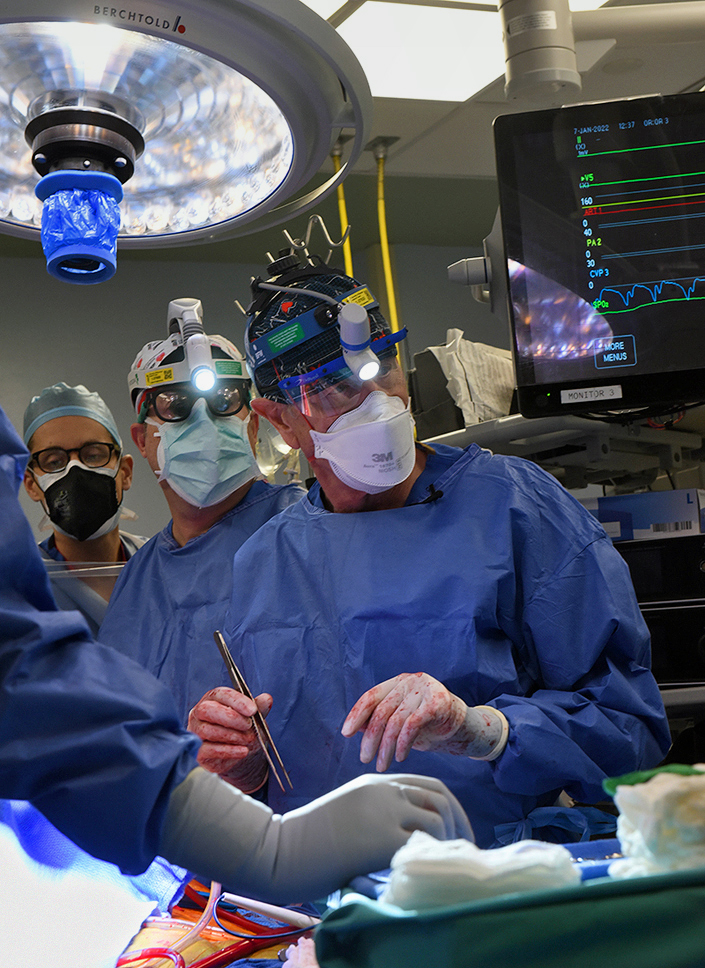
Бартли Гриффит выполняет трансплантацию, 7 января 2022 года

Бартли Гриффит (род. 1956, Питтсбург) — американский кардиохирург. 7 января 2022 года провёл первую успешную трансплантацию генетически модифицированного сердца свиньи человеку. Реципиентом органа стал 57-летний Дэвид Беннетт-старший. Операция была проведена в Медицинском центре Университета Мэриленда.
Самая первая трансплантация свиного сердца (не модифицированного генетически) человеку была проведена в 1997 году индийским хирургом Дханирамом Баруахом. Пациентка, 32-летняя Пурна Сайкия, умерла через неделю.